# ミューニュートリノ
ミューニュートリノ（英: muon neutrino）は、素粒子標準模型における第二世代のニュートリノである。レプトンの三世代構造において、同じく第二世代の荷電レプトンであるミュー粒子と対をなすため、ミューニュートリノと名付けられた。
1940年代初頭に何人かの研究者によって理論的に予測され、1962年にレオン・レーダーマン、メルヴィン・シュワーツ、ジャック・シュタインバーガーらによって検出された。ニュートリノとしては、2番目に発見された。この発見によって彼らに1988年のノーベル物理学賞が授与された。

## 発見
1962年、レオン・レーダーマン、メルヴィン・シュワーツ、ジャック・シュタインバーガーらはミューニュートリノの反応を検出し、複数の世代のニュートリノが存在することを初めて示した。（neutrettoという名前が付けられていた。）この発見により、彼らは1988年のノーベル物理学賞を受賞した。